# Śmierciaki
Śmierciaki – część wsi Moszczenica Wyżna w Polsce, położona w województwie małopolskim, w powiecie nowosądeckim, w gminie Stary Sącz.
W latach 1975–1998 Śmierciaki administracyjnie należały do województwa nowosądeckiego.